# Smithichthys fucorum
Smithichthys fucorum är en fiskart som först beskrevs av John Dow Fisher Gilchrist och Thompson, 1908.  Smithichthys fucorum ingår i släktet Smithichthys och familjen Clinidae. Inga underarter finns listade i Catalogue of Life.